# Thibaut Renard

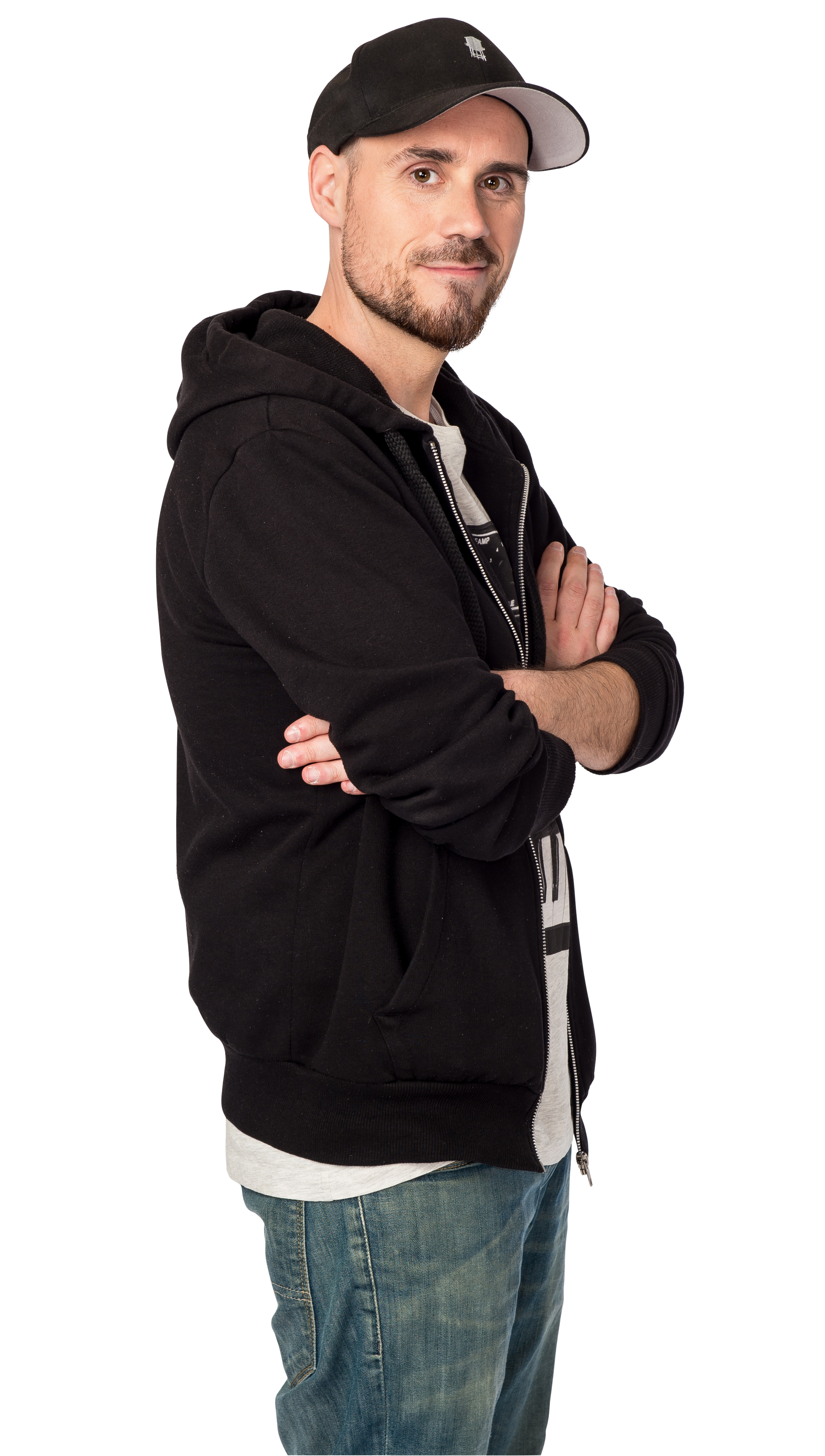
Thibaut Renard

Thibaut Renard (Gent, 10 februari 1983) is een Vlaamse radiopresentator.
Renard studeerde audiovisuele kunsten. In 2006 ging hij aan de slag bij Studio Brussel. Hij presenteerde er het radioprogramma Volt, elke maandag tot donderdag van 20 tot 22 uur. Eind 2007 stapte hij over naar radio Donna. Hij was een tijdje de sidekick van Ann Reymen. Vanaf januari 2008 presenteerde hij samen met Ben Roelants Stereo Spécial, een jongerenprogramma. 
Bij de stopzetting van Donna stapte Renard mee over naar de nieuwe hitzender MNM. Daar presenteerde hij aanvankelijke de interactieve hitlijst MNM50 van maandag tot donderdag en op zaterdag, maar een jaar later bleef enkel de zaterdagversie over. Nadien presenteerde hij van maandag tot donderdag tussen 19 en 21 uur ook MNM Big Hits.
Laatste (per 2 januari 2009):
Joyce Beullens · Tom De Cock · Sebastian Decrop · Evy Gruyaert · Johan Henneman · Mark Heyninck · Anneleen Liégeois · Kris Luyten · Caren Meynen · Dave Peters · Marc Pinte · Thibaut Renard · Ann Reymen · Ben Roelants · Benjamien Schollaert · Elias Smekens · Stijn Smets · Lotte Stevens · Ann Van Elsen · Brecht Vanmeirhaeghe · Sofie Van Moll · David Van Ooteghem
Geschiedenis (1992–2009):
Jan Bosman · Ben Crabbé · Dominique Crommen · Erwin Deckers · Steve De Coninck-De Boeck · Kevin De Geest · Leen Demaré · Bart De Prez · Margot Derycke · Marc Deschuyter · Els Ermens · Michel Follet · Anne Gies · Jeroen Gorus · Walter Grootaers · Kristof Hayen · Geert Hoste · Mark Lefever · Kristien Maes · Kris Mannaerts · Luc Mertens · Johan Notenbaert · Sven Ornelis · Jaak Pijpen · Alexandra Potvin · Katja Retsin · Fien Sabbe · Bart Saerens · Mieke Scheldeman · Cara Van der Auwera · Iris Van Impe · Birgit Van Mol · Rob Vanoudenhoven · Evert Venema · Sofie Verbruggen · Ronald Verhaegen · Peter Verhulst · Jean Vijdt · Robin Vissenaekens · Albrecht Wauters · Niels William · Yasmine